# 므츠헤타

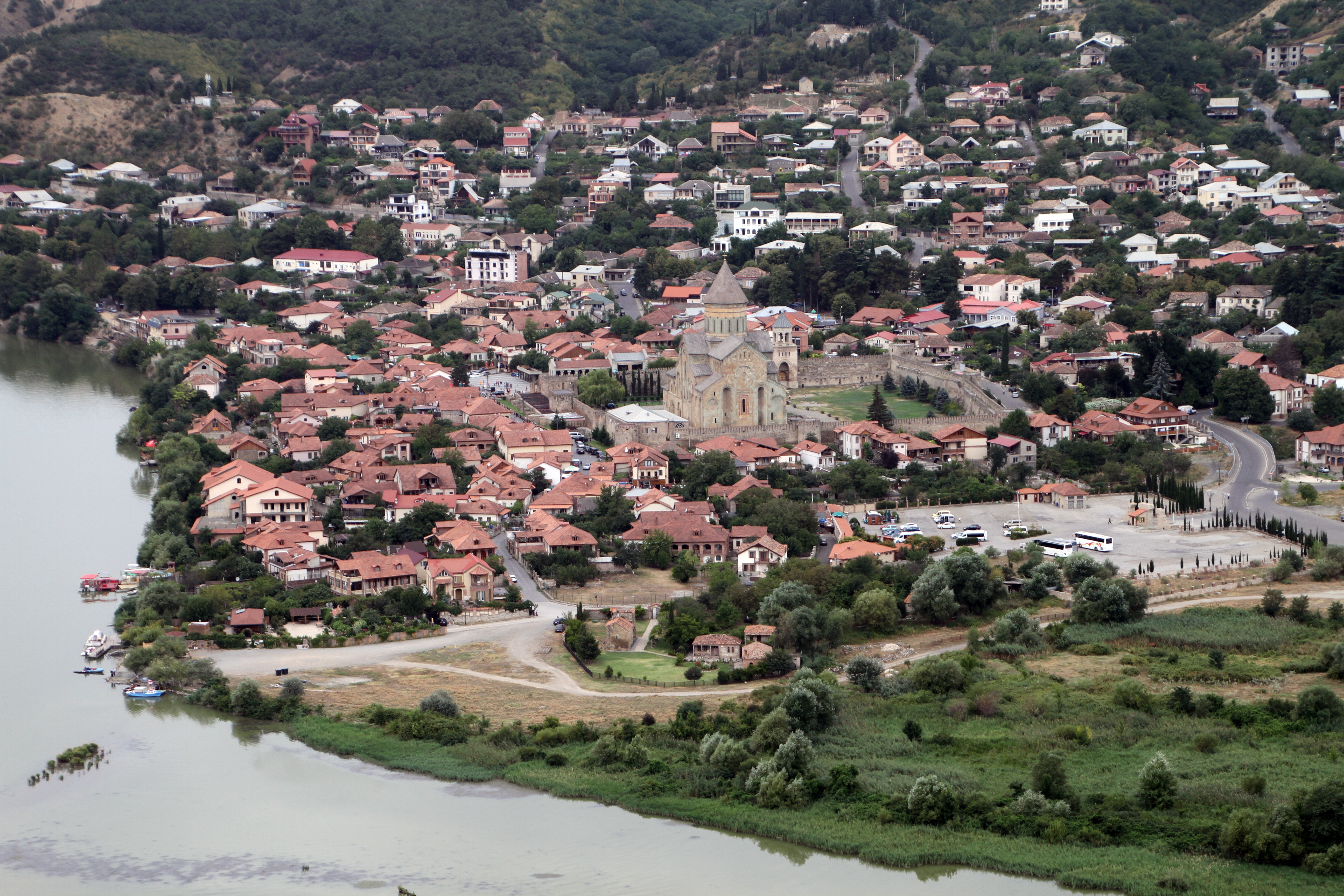

므츠헤타(조지아어: მცხეთა)는 조지아의 도시이고, 수도 트빌리시로부터는 북서쪽으로 20km떨어져 있다. 인구는 7,940명(2014년)이고 쿠라강과 아라그비강의 합류 지점의 근처에 위치해 있다.
무츠헤타는 5세기에 트빌리시로 수도를 옮길 때까지는 이베리아 왕국(기원전 3세기 - 6세기)의 수도였다.
마을을 내려다 보는 산정상에 위치한 즈바리 수도원(6세기)과 마을의 중심에 위치한 스베티츠호벨리 교회(11세기)가 유명하다.
므츠헤타는 도시 전체가 유네스코의 세계유산에 등록되어 있다. 부근에는 많은 유적이 분포한다.

## 같이 보기
- 아르마지